# Cimetière de Metairie
Le cimetière de Metairie (en anglais : Metairie Cemetery) est un cimetière paysager situé à La Nouvelle-Orléans, en Louisiane.
Malgré son nom, le cimetière n'est pas situé à Metairie, en Louisiane, mais dans les limites de la ville de La Nouvelle-Orléans, sur Metairie Road.
Situé sur un ancien hippodrome, il comporte notamment un monument consacré aux soldats confédérés de la guerre de Sécession.
Plusieurs gouverneurs de Louisiane y sont inhumés, à l'exemple de William C. C. Claiborne. La féministe Kate M. Gordon y est aussi enterrée.